# Penelope Fitzgerald
Penelope Fitzgerald (geborene Knox) (* 17. Dezember 1916 in Lincoln, Lincolnshire, England; † 28. April 2000 in London) war eine englische Schriftstellerin.

## Biografie
Penelope Knox entstammte einer Familie des englischen Bildungsbürgertums. Ihr Vater Edmund George Knox war von 1932 bis 1949 Herausgeber der Zeitschrift Punch. Ihre Onkel waren der Theologe und Kriminalschriftsteller Ronald Knox, der Kryptologe Dillwyn „Dilly“ Knox sowie der Theologe und Bibel-Forscher Wilfred Knox.
Nach der Schulausbildung absolvierte sie ein Studium an der Universität Oxford und war anschließend während des Zweiten Weltkrieges Mitarbeiterin der BBC. 1941 heiratete sie den irischen Soldaten Desmond Fitzgerald und hatte mit ihm drei Kinder, er starb 1976. In den 1960er Jahren arbeitete sie als Dozentin an der Italia Conti Academy of Theatre Arts, als Lehrerin an einer Londoner Schule und Mitarbeiterin einer Buchhandlung in Southwold, Suffolk.
Penelope Fitzgerald wandte sich erst spät in ihrem Leben dem Schreiben zu. Fitzgeralds schriftstellerische Tätigkeit begann 1975 mit fast sechzig Jahren mit einer Biografie des britischen Malers und führenden Vertreters der Präraffaeliten Edward Burne-Jones. 1977 verfasste sie eine Biografie ihres Vaters und ihrer Onkel unter dem Titel The Knox Brothers. Es folgte eine Kriminalgeschichte, die sie verfasst hatte, um ihren todkranken Ehemann aufzuheitern. Dem folgten vier kurze Romane, die letztlich alle von den Erfahrungen ihres Lebens geprägt waren und die ihren Ruf als Schriftstellerin begründeten. Der Buchladen (Originaltitel: The Bookshop) erschienen 1978, aber erst im Jahr 2000 auf Deutsch veröffentlicht, dreht sich um eine kleine Buchhandlung in einer fiktiven Kleinstadt. Fitzgerald selber arbeitete eine Zeitlang in einer kleinen Buchhandlung in Southwold, Suffolk. Ihr nächster Roman Offshore erzählt von einer jungen Frau, die nach der Trennung von ihrem Ehemann in sehr begrenzten finanziellen Umständen mit ihren Töchtern auf einem Hausboot lebt. Auch dies greift auf eine persönliche Erfahrung Fitzgeralds zurück, die eine Zeitlang auf einem Hausboot lebte und nach dem Scheitern der beruflichen Karriere ihres Mannes verarmt war. Fitzgerald gewann mit diesem Roman 1979 den Booker Prize. Ihre nächsten zwei Romane Human Voices und At Freddies verarbeiten ihre Erlebnisse während des Zweiten Weltkrieges und ihre Tätigkeit als Lehrerin in einer Schauspielschule.
Nach At Freddies wandte sich Penelope Fitzgerald historischen Romanen zu, von denen Die blaue Blume der letzte ist und in einer Zeitperiode liegt, die am weitesten von Fitzgeralds persönlicher Lebenserfahrung zurückliegt. Der nicht ins Deutsche übersetzte Roman Innocence spielt im Italien der 1950er Jahre und ist eine Liebesgeschichte zwischen der Tochter einer verarmten italienischen Adelsfamilie und einem der kommunistischen Partei verpflichteten Arzt. Frühlingsanfang, das auf Deutsch 1991 erschien und in Großbritannien bereits 1988 veröffentlicht wurde, spielt im vorrevolutionären Russland des Jahres 1913. Das Engelstor, veröffentlicht 1990 in Großbritannien und in Deutschland 1994, spielt im Jahr 1912. Es ist die Liebesgeschichte zwischen einem Physiker und seiner Krankenschwester. 1995 erschien ihr letzter und zugleich wohl bekanntester Roman, Die blaue Blume (The Blue Flower), in dem sie die Liebesbeziehung zwischen Novalis und Sophie von Kühn beschreibt. 1997 erhielt sie für diesen Roman als erste nichtamerikanische Schriftstellerin den National Book Critics Circle Award for Fiction, die BBC wählte ihn im Jahr 2015 unter die 100 bedeutendsten britischen Romane.

## Ehrungen
- 1979 Booker Prize für Offshore
- 1998 American National Book Critics Award für The Blue Flower

## Werke (Auswahl)
Biographien
- Edward Burne-Jones. A Biography. 1975.
- The Knox Brothers. 1977.
- Charlotte Mew and Her Friends. With a Selection of Her Poems. 1984.

Erzählungen
- The Means of Escape. Stories. 2000.
- At Hiruharama. 2000.

Essays
- A House of Air. Selected Writings, 2005 (US-Titel: The Afterlife).

Romane
- The Golden Child. 1977.
- The Bookshop. 1978.
  - Die Buchhandlung. Aus dem Englischen von Christa Krüger, mit einem Nachwort von David Nicholls. Insel Verlag, Berlin 2014. ISBN 978-3-458-36046-9
- Offshore. 1979.
  - Ein Hausboot auf der Themse. Aus dem Englischen von Christa Krüger, mit einem Nachwort von Alan Hollinghurst. Insel Verlag, Berlin 2016. ISBN 978-3-458-36157-2
- Human Voices. 1980.
- At Freddie's. 1982.
- Innocence. 1986.
- The Beginning of Spring. 1988.
  - Frühlingsanfang. Aus dem Englischen von Christa Krüger. Insel Verlag, Frankfurt am Main, Leipzig 1991. ISBN 3-458-16194-5
- The Gate of Angels. 1990
  - Das Engelstor. Aus dem Englischen von Christa Krüger. Insel Verlag, Frankfurt am Main, Leipzig 1994. ISBN 3-458-16635-1

Neuausgabe: Das College. Mit einem Nachwort von Philip Hensher. Insel Verlag, Berlin 2017. ISBN 978-3-458-36285-2
- The Blue Flower. London: Flamingo, 1995.
  - Die blaue Blume. Aus dem Englischen von Christa Krüger. Insel Verlag, Frankfurt am Main, Leipzig 1999. ISBN 3-458-16940-7

Die blaue Blume.  München: Verlag der Süddeutschen Zeitung 2008. (SZ-Bibliothek. 95.) ISBN 978-3-86615-545-9 (Mit einem Autorenporträt)
Briefe
- So I Have Thought of You. The Letters of Penelope Fitzgerald. Edited by Terence Dooley, with a preface by A. S. Byatt.  Fourth Estate, London 2008. ISBN 978-0-00-713640-7

## Verfilmungen
- 2017: Der Buchladen der Florence Green (The Bookshop) – Regie: Isabel Coixet

## Einzelbelege
1. ↑  Alan Hollinghurst: The Victory of Penelope Fitzgerald. ISSN 0028-7504 (nybooks.com [abgerufen am 9. Dezember 2020]).

| Personendaten    | Personendaten                  |
| ---------------- | ------------------------------ |
| NAME             | Fitzgerald, Penelope           |
| ALTERNATIVNAMEN  | Knox, Penelope (Geburtsname)   |
| KURZBESCHREIBUNG | britische Schriftstellerin     |
| GEBURTSDATUM     | 17. Dezember 1916              |
| GEBURTSORT       | Lincoln, Lincolnshire, England |
| STERBEDATUM      | 28. April 2000                 |
| STERBEORT        | London                         |